# Tipula ampullifera
Tipula ampullifera är en tvåvingeart som beskrevs av Mannheims 1965. Tipula ampullifera ingår i släktet Tipula och familjen storharkrankar. Inga underarter finns listade i Catalogue of Life.